# 宮城県美術館
宮城県美術館（みやぎけんびじゅつかん）は、宮城県仙台市青葉区川内元支倉にある宮城県立の美術館である。本館（設計：前川國男）と、本館の西隣に別館として佐藤忠良の作品を展示する佐藤忠良記念館がある。1981年（昭和56年）に本館が、1990年（平成2年）に佐藤忠良記念館が開館した。近代以降の宮城県や東北地方にゆかりのある作家の作品が収蔵品の中心だが、日本以外で制作された作品も所蔵されている。2023年（令和5年）6月19日より老朽化のため施設を改修している。

## 沿革
宮城県美術館の建設に関する具体的な動きが起こったのは1972年（昭和47年）である。この年、美術館の建設を求める声の高まりを背景に、宮城県芸術協会が宮城県に対して県立美術館建設促進についての要望書を提出した。翌年以降に宮城県芸術協会などから寄付を受けた宮城県は1977年（昭和52年）に美術館建設懇談会を設け、1978年（昭和53年）に県知事に対して美術館の建設基本構想に関する答申が行われた。1979年（昭和54年）に宮城県は川内の国有地の払い下げを受け、この地に美術館を建設することになった。美術館の建設工事は1980年（昭和55年）に始まり、翌1981年（昭和56年）11月3日に宮城県美術館が開館した。
1990年（平成2年）6月1日には別館である佐藤忠良記念館が開館し、本館との間の中庭に「アリスの庭」が設置された。
宮城県美術館は2007年（平成19年）11月26日から2008年（平成20年）10月6日にかけて長期休館した。これは、開館25周年を機に国際レベルの美術品保存と省エネルギーを目的として空調設備を更新するためで、改修工事が完了した2008年10月7日に宮城県美術館はリニューアルオープンした。
宮城県は2019年（令和元年）に宮城県美術館と宮城県民会館の老朽化を理由に、両館を宮城野区の仙台医療センター跡地に集約移転する方針を示した。それに対し美術館の建築的及び立地面の価値を尊重して現地存続を求める声が高まるとともに、宮城県芸術協会、日本建築学会東北支部、東北大学有志、市民団体他から要望・陳情が提出された。移転構想の発表からちょうど1年後、宮城県は宮城県美術館の移転案を撤回し、現地において長寿命化の改修を行うことを決定した。

## 収蔵作品
地元である宮城県および東北地方に縁の深い、明治維新以降の絵画、版画、彫刻、工芸作品などがコレクションされている。コレクションの一例として、太田聴雨の『牡丹芳』、荘司福の『風化の柵』、高橋由一の『宮城県庁門前図』、棟方志功の『富楼那の柵』、萬鉄五郎の自画像、松本竣介の『画家の像』、平福百穂の『猟』などが挙げられる。このほか、具体美術協会の作品45点、随筆『気まぐれ美術館』で知られる画廊主・随筆家洲之内徹の洲之内コレクション、長岡現代美術館を運営していた旧大光相互銀行（現在の大光銀行）の大光コレクション、福音館書店の月刊絵本シリーズである『こどものとも』の初期の頃の原画も所蔵されている。佐藤忠良の収蔵作品は約1100点に上る。
日本以外の作品としては、カンディンスキーやクレー、シーレらの作品が収蔵されているほか、19世紀末から20世紀初めにかけてのフランスやイタリアのポスターを集めた三浦コレクションがある。

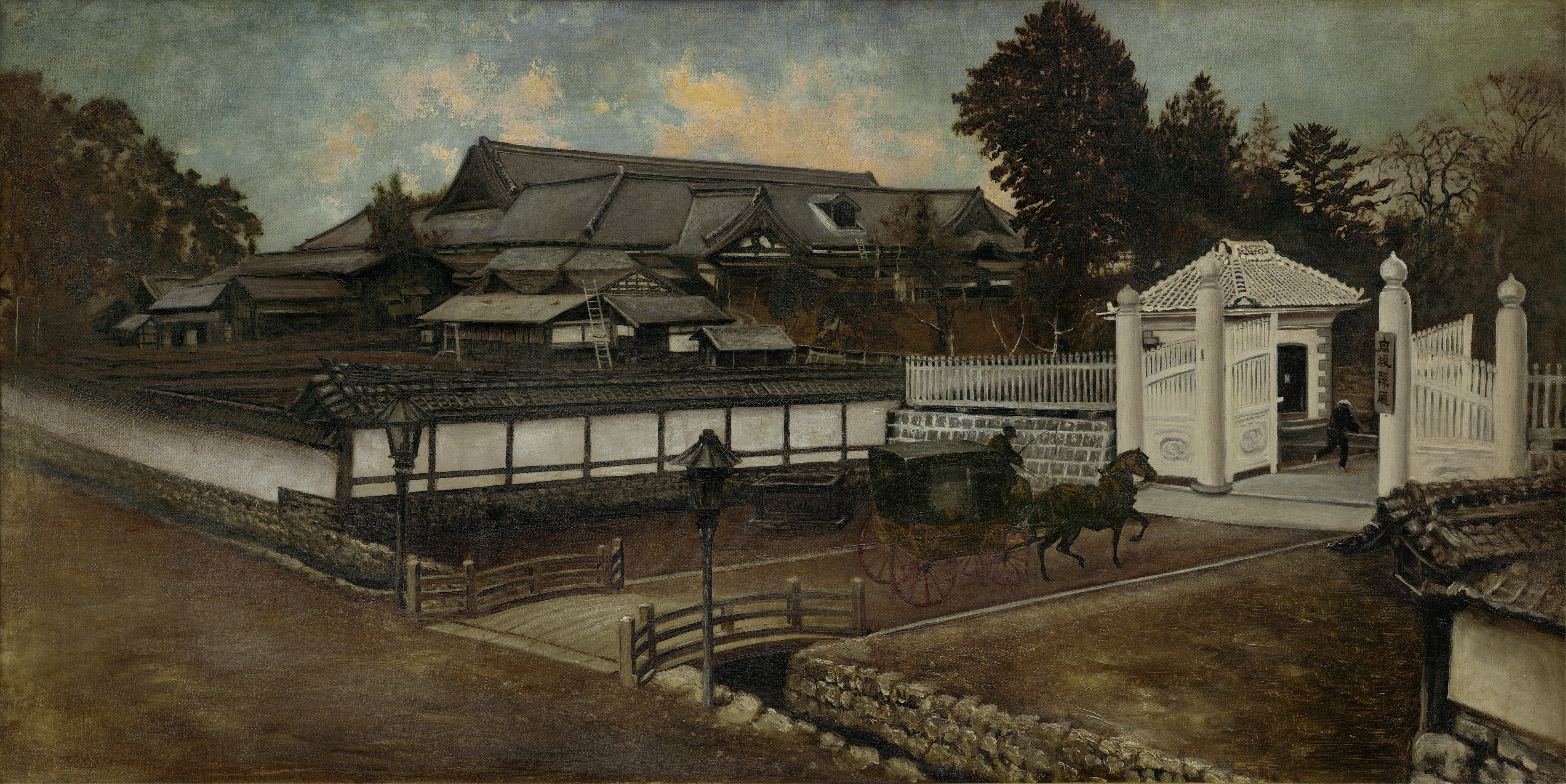
高橋由一『宮城県庁門前図』1881年
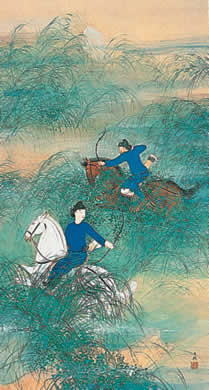
平福百穂『猟』1920年
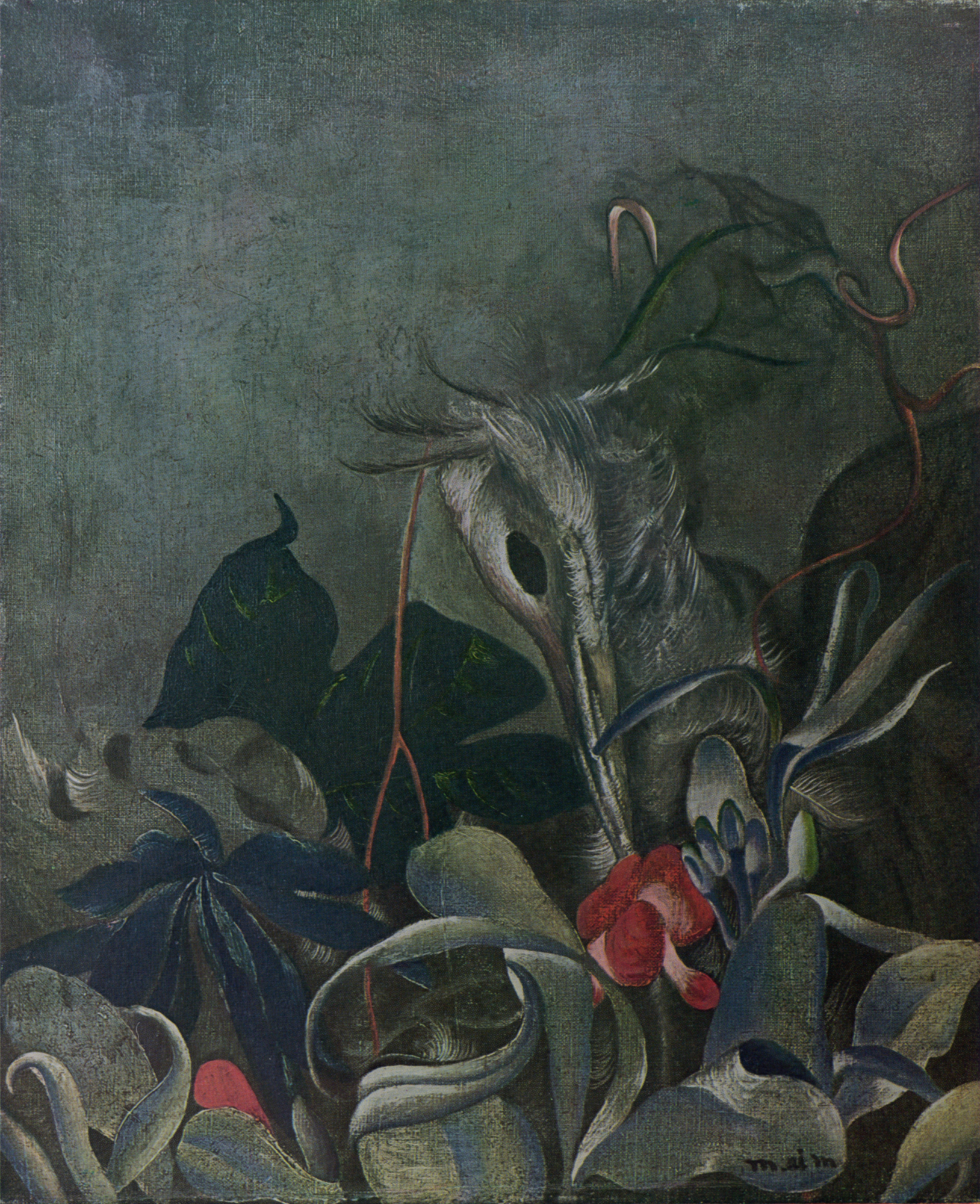
靉光『鳥』1940年（洲之内コレクション）
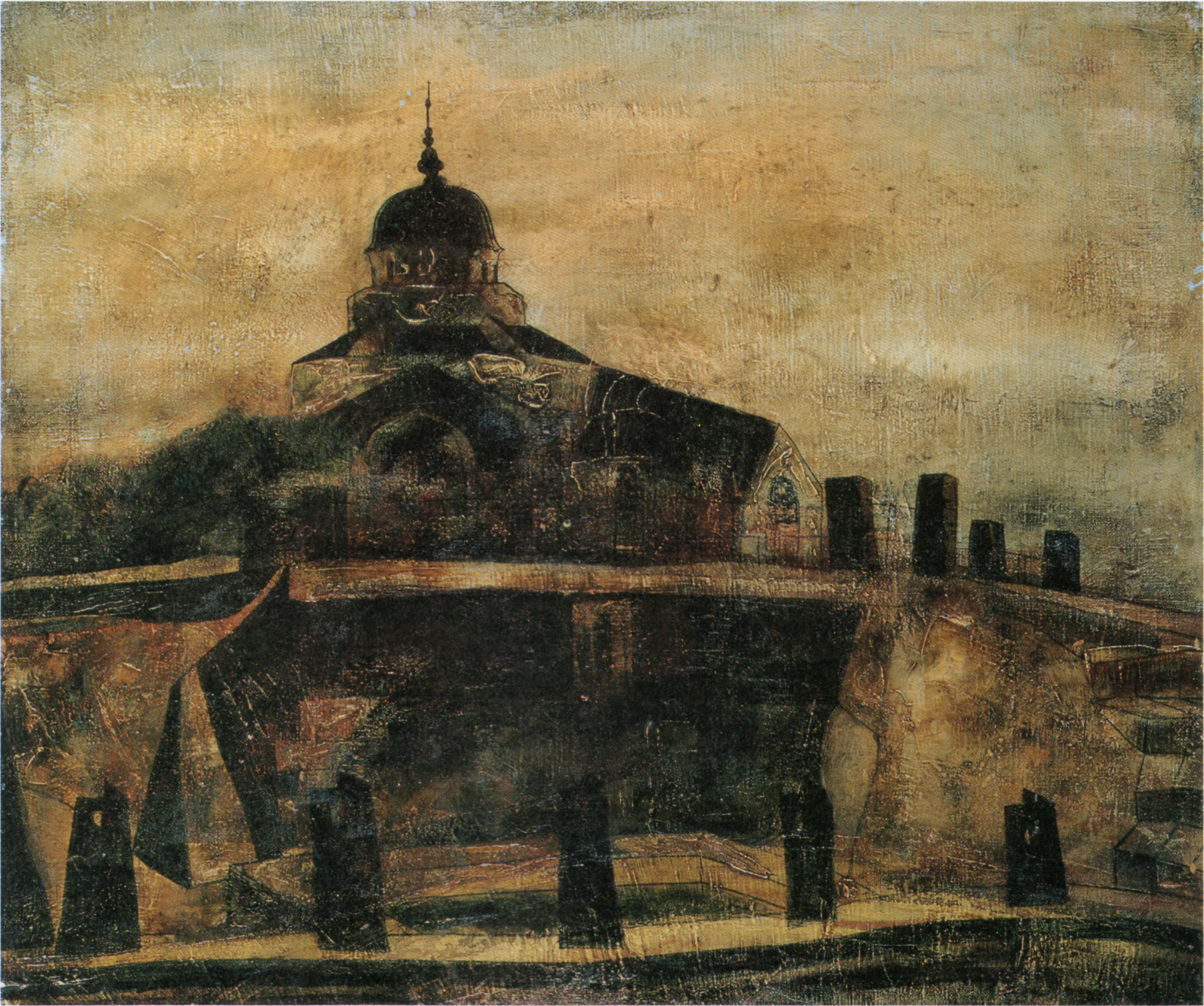
松本竣介『ニコライ堂』1941年頃
新宮晋『時の旅人』1981年

## 施設

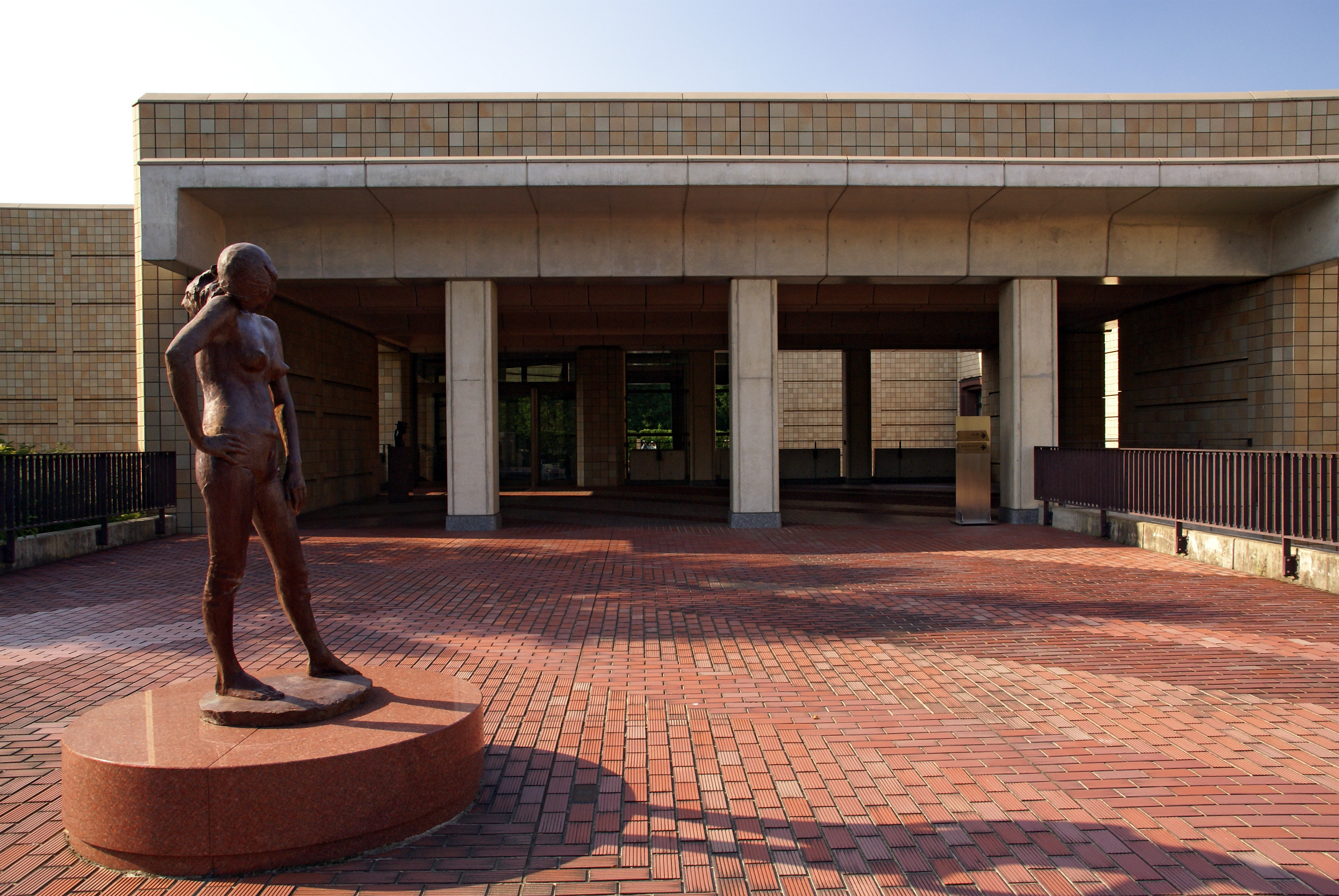
別館である佐藤忠良記念館。

本館は1981年（昭和56年）に竣工した地下1階、地上2階建ての建物である。設計者は前川國男。展示室は1階と2階にそれぞれ2室、合わせて4室ある。主に、1階の展示室では常設展示が、2階の展示室では特別展示が行われる。展示室の他には、創作室、造形遊戯室、講堂、図書室、レストラン、ミュージアムショップがある。創作室は、大型器材、道具類共々、利用者に開放されており、幅広い美術制作活動の支援がここで行われている。これは、開館時に掲げられた理念の「見るだけでなく新しい自分を発見する美術館」を踏襲したものである。また、地下1階には県民ギャラリーがあり、ここで一般市民による作品の展示、発表が行われている。
佐藤忠良記念館は1990年（平成2年）に竣工した地下1階、地上1階建ての建物である。設計者は大宇根・江平建築事務所。展示室は1階にあり、佐藤忠良の作品がここに展示されている。展示室の他には、コーヒーショップや、オーディオ・ビジュアル設備を備えた多目的ホールであるアート・ホールがある。
美術館の内外には前庭、中庭、北庭、アリスの庭の4つの庭がある。中庭を除き、それぞれの庭には彫刻が置かれている。アリスの庭は、本館と佐藤忠良記念館の間に位置する庭で、この庭に対する佐藤忠良記念館の側面は弓なりのハーフミラーガラスであり、独特の情景を描き出す。
宮城県美術館の建物は1983年（昭和58年）に第24回BCS賞を受賞した。1998年（平成10年）には当時の建設省が企画した公共建築百選に選ばれた。
宮城県美術館は、開館から40年以上経ち、老朽化のため2023年6月19日より改修している。開館は2026年（令和8年）頃としている。改修後は、「キッズ・スタジオ」（仮称）や、「見える収蔵庫」の新設なども改修ともに行っている。

## 利用状況
本館の常設展、特別展会場および別館である佐藤忠良記念館の展示室の観覧は有料であるが、その他の館内区画や中庭、庭園は公共空間であり、無料で入ることができる。
都道府県立美術館基本調査票によると、宮城県美術館の年間総観覧者数は2002年度（平成14年度）に19.9万人、2003年度（平成15年度）に17.1万人、2004年度（平成16年度）に17.4万人だった。この観覧者数は、全国の都道府県立美術館56館の中で、9位ないし10位に当たる。観覧者以外の利用客も含めた近年の年間入館者数は約25万人である。

## アクセス・周辺

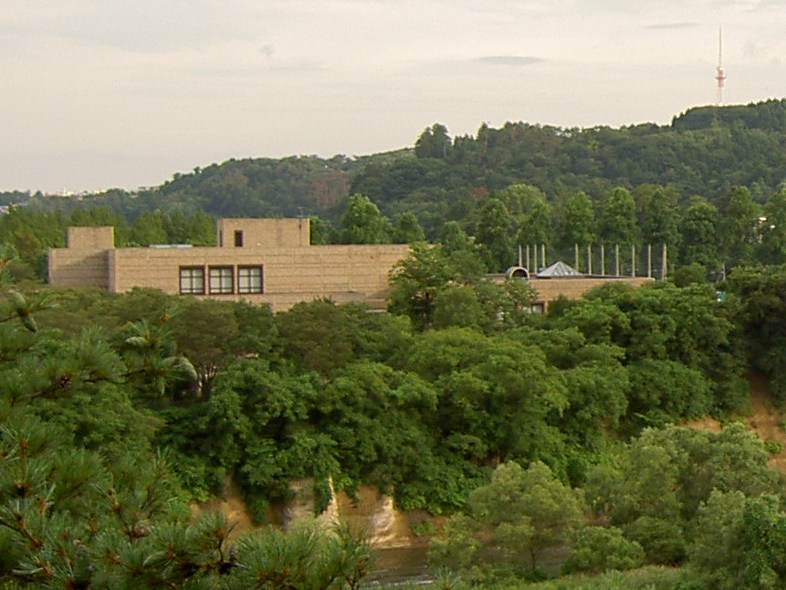
尚絅学院中学校／高等学校付近から、美術館本館を広瀬川越しに望む。その奥の丘陵は青葉山。

宮城県美術館が立地するのは、仙台市旧市街の文教地区の一角である。道路を挟んで東側には宮城県仙台第二高等学校があり、北に向かって広瀬川を澱橋で越えると、東から順に尚絅学院中学校／高等学校・宮城県宮城第一高等学校（旧：第一女子高等学校）・聖ドミニコ学院中学校／高等学校がある。美術館の南西側は東北大学川内キャンパスであり、南方は仙台城跡、仙台市博物館、仙台国際センターが建つ青葉山公園である。
美術館前から南側にはユリノキの並木が続いている。この道路沿いに仙台市地下鉄東西線の国際センター駅があり、美術館とは徒歩7分の距離である。また、国際センター駅の隣駅である川内駅からも美術館まで同様の距離である。
路線バスについては、美術館から徒歩3分ほどの場所に「二高・宮城県美術館前」バス停留所があり、ここと仙台駅のバス乗り場が仙台市営バスによって約15分で結ばれている。仙台駅方面からは、「川内営業所前行（730系統）」と「広瀬通経由交通公園循環（739系統）」のバスがここに停まる。また、観光用路線バスのるーぷる仙台は「国際センター駅・宮城県美術館前」のバス停に停車する。